# Gene Quintano
Gene Quintano (ur. 1946 w Nowym Jorku)– amerykański aktor filmowy, producent, scenarzysta i reżyser. Autor sequeli do filmu Akademia Policyjna i reżyser takich filmów jak Złoto Południa i Strzelając śmiechem. Quintano brał udział w produkcji dwóch filmów 3-D na początku lat 80 – Comin' At Ya! i Treasure of the Four Crowns.

## Filmografia

### Reżyseria
- Dolar za martwego (1998)
- Strzelając śmiechem (1993)
- Dlaczego ja? (1990)
- Na dobre i na złe (1989)

### Scenariusz
- Kudłaty przyjaciel
- Strzelając śmiechem (1993)
- Akademia Policyjna 4: Patrol obywatelski (1987)
- Akademia Policyjna 3: Powrót do szkoły (1986)
- Alan Quatermain i zaginione Miasto Złota (1986)
- Kopalnie króla Salomona (1985)
- El tesoro de las cuatro coronas (1983)